# Hardi Fischer
 Bernhard (Hardi) Fischer (* 5. August 1922; † 21. Oktober 2007 in Greifensee ZH; heimatberechtigt in Zürich und Meisterschwanden) war ein Schweizer Psychologe und Professor an der ETH Zürich.

## Leben
Nach seiner Matura in Bern begann Hardi Fischer 1941 Architektur an der ETH Zürich zu studieren. Er sattelte auf Mathematik an der ETH Zürich um, bis er schliesslich Psychologie und Erziehungswissenschaften an der Universität Genf studierte. Er unterrichtete an einer Genfer Mittelschule und war auch wissenschaftlicher Mitarbeiter, Assistent und von 1952 bis 1957 Lehrbeauftragter der Universität Genf. Ausserdem unterrichtete er am Institut für Angewandte Psychologe in Zürich (1958–1965), an der Universität Zürich (1962–1970), an der Universität Freiburg (1964–1965) und an der Ohio State University (1961). Fischer war ab 1961 an der ETH Zürich als Privatdozent für Experimentalpsychologie und ihre Anwendungen tätig. 1962 erhielt er die Venia Legendi. 1966 erfolgte die Wahl zum ausserordentlichen Professor für Allgemeine Didaktik und Experimentelle Psychologie. Vier Jahre später wurde er zum ordentlichen Professor für das gleiche Lehrgebiet befördert. Von 1978 bis 1980 stand er der Abteilung für Geistes- und Sozialwissenschaften vor. Fischer war Mitbegründer des Instituts für Verhaltenswissenschaft der ETH Zürich, das er während mehrerer Jahre leitete. Er emeritierte im Jahr 1987.

## Forschung
Er gehörte zu den ersten Psychologen in der Schweiz, die statistische Methoden anwendeten. An seinem Lehrstuhl baute er einen interdisziplinären Kreis von Mitarbeitenden auf, in dem praktisch alle Abteilungen der ETH vertreten waren. Seine wissenschaftliche Tätigkeit fokussierte die Forschungsbereiche Entwicklungspsychologie, Lehren und Lernen, Psycholinguistik und Sozialpsychologie, Gruppendynamik, Stereotypenforschung sowie ontogenetische Entwicklung der Wahrnehmungsvorgänge. Unter seiner Verantwortung entstanden rund 30 Dissertationen zu Themen wie Entwicklung der visuellen Wahrnehmung, subjektive Farbempfindungen, Wahrnehmungsleistungen von Kindern im Strassenverkehr, ikonisches Gedächtnis, Programmierter Unterricht oder Computerunterstützter Unterricht.

## Mitgliedschaften und Auszeichnungen
- Co-Präsident des OECD-Seminars «The Computer in Higher Education» in Portland[7]
- Präsident des Schweizerischen Berufsverbands für angewandte Psychologie[7]
- Präsident der Schweizer Sektion der New Education Fellowship[3]
- Gründer und erster Präsident der Gesellschaft für Lehr- und Lernmethoden[3]
- Gründungs- und Vorstandsmitglied der «Association Européenne pour la Recherche Pédagogique et le Développement de l’Enseignement Supérieur»[3]
- Delegierter verschiedener Kommissionen des Europarats und der UNESCO[3]
- Präsident der Schweizerischen Stiftung für Angewandte Psychologie[3]

## Publikationen (Auswahl)
- Didactique de l’initiation mathématique à l’école primaire. Diss. Universität Genf, 1955.
- Gruppenstruktur und Gruppenleistung. Habilitationsschriften der ETH, 1961.
- Hrsg.: Lehren und Lernen im Gymnasium. Huber, Bern 1971, ISBN 3-456-30427-7.
- Entwicklung der visuellen Wahrnehmung. Beltz, Weinheim 1995, ISBN 3-621-27226-7.